# Pedicularis croizatiana
Pedicularis croizatiana är en snyltrotsväxtart som beskrevs av Hui Lin Li. Pedicularis croizatiana ingår i släktet spiror, och familjen snyltrotsväxter. Inga underarter finns listade i Catalogue of Life.